# HC Boskovice
HC Boskovice (celým názvem: Hockey Club Boskovice) je český klub ledního hokeje, který sídlí ve městě Boskovice v Jihomoravském kraji. Založen byl v roce 2008 pod názvem HC Boskovice. Klub se věnoval pouze mládeži, v roce 2022 zanikl boskovický klub SKMB Boskovice, vedení HC Boskovic zareagovalo založením mužského hokeje a doplněním kádru svých odchovanců. Od sezóny 2022/23 působí v Jihomoravské a Zlínské krajské lize, čtvrté české nejvyšší soutěži ledního hokeje. V roce 2025 oznámil návrat do Jihomoravské a Zlínské krajské ligy SKMB Boskovice. Klubové barvy jsou zelená, bílá, černá a červená.
Své domácí zápasy odehrává na zimním stadionu Boskovice s kapacitou 500 diváků.

## Historické názvy
- 2008 – HC Boskovice (Hockey Club Boskovice)

## Přehled ligové účasti
Stručný přehled
- 2022– : Jihomoravská a Zlínská krajská liga (4. ligová úroveň v České republice)

Jednotlivé ročníky
Legenda: ZČ – základní část, JMK – Jihomoravský kraj, červené podbarvení – sestup, zelené podbarvení – postup, fialové podbarvení – reorganizace, změna skupiny či soutěže
| Česko (2022 – ) |                                     |           |           |                                     |          |
| Sezóny          | Soutěž                              | Úroveň    | ZČ        | Play-off, nadstavba, sk. o udržení… | Poznámky |
| 2022/23         | Jihomoravská a Zlínská krajská liga | 4. úroveň | 10. místo |                                     |          |
| 2023/24         | Jihomoravská a Zlínská krajská liga | 4. úroveň | 7. místo  | Čtvrtfinále                         |          |
| 2024/25         | Jihomoravská a Zlínská krajská liga | 4. úroveň | 9. místo  |                                     |          |
| 2025/26         | Jihomoravská a Zlínská krajská liga | 4. úroveň |           |                                     |          |